# Presidencia de Thomas Jefferson
Thomas Jefferson se desempeñó como presidente de los Estados Unidos desde el 4 de marzo de 1801 hasta el 4 de marzo de 1809. Jefferson asumió el cargo después de derrotar al titular presidente John Adams en la Elección presidencial de 1800. La elección fue un realineamiento político en el que el  Partido Demócrata-Republicano barrió al  Partido Federalista fuera del poder, marcando el comienzo de una generación de dominio demócrata-republicano en la política estadounidense. Después de cumplir dos mandatos, Jefferson fue sucedido por el Secretario de Estado James Madison, también del Partido Demócrata-Republicano.
Jefferson asumió el cargo decidido a hacer retroceder el programa del Partido federalista de la década de 1790. Su administración redujo los impuestos, el gasto público y la deuda nacional, y derogó las Leyes de Extranjería y Sedición. En asuntos exteriores, los principales acontecimientos fueron la adquisición de la gigantesca Compra de Luisiana de Francia en 1803, un embargo contra el comercio con Gran Bretaña y Francia y el empeoramiento de las relaciones con el Reino Unido de Gran Bretaña e Irlanda (Gran Bretaña) mientras los Estados Unidos intentaron permanecer neutrales en medio de las Guerras Napoleónicas que envolvieron a Europa. Estableció una academia militar, usó la Armada para proteger a los barcos mercantes de piratas de Berbería en el norte de África y desarrolló un plan para proteger los puertos estadounidenses de la invasión extranjera mediante el uso de pequeñas cañoneras (un plan que resultó inútil cuando llegó la guerra en  1812). También autorizó a la expedición de Lewis y Clark a explorar el Territorio de Luisiana y el Noroeste del Pacífico.
Durante su segundo mandato, la atención de Jefferson se centró en el juicio del entonces exvicepresidente Aaron Burr por traición, que resultó en una absolución, y en el tema de la esclavitud, específicamente la importación de esclavos del extranjero. En 1806, denunció la trata internacional de esclavos como una "violación de los derechos humanos" y pidió al Congreso que la criminalizara. El Congreso respondió aprobando la Ley que prohíbe la importación de esclavos el año siguiente. Las crecientes tensiones entre los Estados Unidos y Gran Bretaña dominaron los últimos años del segundo mandato de Jefferson, cuando la Royal Navy comenzó impresionar a los marineros de los barcos estadounidenses y atacar el transporte marítimo estadounidense. Jefferson rechazó la guerra y en su lugar utilizó amenazas económicas y embargos que, en última instancia, perjudicaron a Estados Unidos más que a Gran Bretaña. Las disputas con Gran Bretaña continuaron después de que Jefferson dejó el cargo, lo que finalmente condujo a la Guerra de 1812.
A pesar de los problemas económicos y políticos causados por las tensiones navales con Gran Bretaña, Jefferson fue sucedido por su sucesor preferido en la forma de James Madison. Su legado siguió siendo muy influyente hasta la guerra civil estadounidense, pero su reputación ha ido y venido desde entonces. No obstante, en encuestas de historiadores y científicos políticos académicos, Jefferson es consistentemente  clasificado como uno de los presidentes más estimados de la nación.

## Elección de 1800

1800 resultados de votación en el colegio electoral por estado, indicando explícitamente el número de votos recibidos por los dos candidatos principales en cada

Jefferson se postuló para presidente en la  elección de 1796 como  Demócrata-Republicano, pero terminó segundo en la votación electoral ante el  Federalista John Adams; bajo las leyes entonces vigentes, el segundo lugar de Jefferson lo convirtió en el Vicepresidente de los Estados Unidos. Jefferson se opuso firmemente al programa federalista, incluidas las Leyes de Extranjería y Sedición, y la nación se polarizó cada vez más. Jefferson y Adams fueron una vez más los principales candidatos presidenciales de sus respectivos partidos en las elecciones presidenciales de 1800, y Aaron Burr fue el candidato a vicepresidente del Partido Demócrata-Republicano. La campaña de Adams se vio debilitada por impuestos impopulares y feroces luchas internas federalistas sobre sus acciones en la Cuasi-Guerra. Los demócratas-republicanos acusaron a los federalistas de ser monárquicos secretos, mientras que los federalistas acusaron a Jefferson de ser un libertino impío esclavo de los franceses.
Según el sistema de elección vigente en ese momento, a los miembros del  Colegio Electoral se les permitió votar por dos nombres para presidente; cualquier empate se decidirá en una elección contingente en la Cámara de Representantes de los Estados Unidos. Jefferson y Burr recibieron cada uno 73 votos electorales, mientras que Adams terminó en tercer lugar con 65 votos. La Cámara de Representantes, todavía controlada por los federalistas, celebró una elección contingente en febrero de 1801 para decidir si Jefferson o Burr accederían a la presidencia. Aunque algunos federalistas prefirieron a Burr, el líder federalista Alexander Hamilton prefirió fuertemente a Jefferson. En la trigésima sexta votación de la elección contingente, suficientes congresistas federalistas se abstuvieron de votar para permitir que Jefferson ganara la presidencia. Jefferson consideró su victoria como "la Segunda Revolución de Estados Unidos" y esperaba transformar el país limitando el gobierno y debilitando el poder de las élites.

## Transición
Antes de que Jefferson pudiera asumir el cargo, hubo un período de transición presidencial de Estados Unidos en el que fue el Presidente electo de los Estados Unidos después de su victoria en las elecciones contingentes. La transición entre Adams y Jefferson representó la primera transferencia de la presidencia entre dos partidos políticos diferentes en la historia de los Estados Unidos, y sentó el precedente para todas las transiciones posteriores entre partidos. Fue la primera vez en la historia de Estados Unidos que un presidente entregó la presidencia a un oponente político.
A diferencia de las transiciones presidenciales de hoy, las transiciones en este momento eran asuntos informales, con una actividad relativamente mínima requerida del presidente electo.
Durante la transición, Jefferson eligió a miembros de su Gabinete de los Estados Unidos. También seleccionó a personas que no ocupaban puestos principales de su administración, como Meriwether Lewis para que sirviera como su secretaria personal Secretario del presidente de los Estados Unidos.
Antes de dejar el cargo, el  pato cojo, ante la indignación de los demócratas-republicanos, en el último minuto Adams nombró a muchos  jueces federales (en su mayoría pertenecientes al Partido Federalista) para cubrir los puestos creados por la Ley del Poder Judicial de 1801. Estos serían llamados "jueces de medianoche". Jefferson denunció esta acción.

## Inauguración
Jefferson  primera inauguración, el 4 de marzo de 1801, fue la primera que se celebró en la nueva capital de la nación, Washington D. C. Esa mañana, una compañía de artillería en Capitol Hill había hecho disparos para dar la bienvenida al amanecer y, por primera vez para un periódico, Jefferson entregó una copia de su discurso al "National Intelligencer" para que se publicara y estuviera disponible. inmediatamente después del parto. Pronunció un discurso de 1721 palabras en la Capitolio de los Estados Unidos Cámara del Senado. No era un orador fuerte y la audiencia apenas podía captar sus palabras, que pedían unidad nacional. El discurso fue ampliamente reimpreso y celebrado por los demócratas republicanos de todo el país como una declaración clara de los principios del partido. El juramento del cargo presidencial (Juramento del cargo del Presidente de los Estados Unidos) fue administrado por el presidente del Tribunal Supremo John Marshall. El presidente saliente Adams había abandonado la capital ese mismo día y no asistió a la ceremonia.

## Administración

### Gabinete
En julio de 1801, Jefferson había reunido su gabinete, que consistía en el secretario de Estado James Madison, el secretario del Tesoro Albert Gallatin, el secretario de Guerra Henry Dearborn, el fiscal general Levi Lincoln Sr., y secretario de la Marina  Robert Smith. Después de su decisión de aspirar a la presidencia en las elecciones contingentes, Burr fue excluido de cualquier función en la administración de Jefferson. Jefferson trató de tomar decisiones colectivas con su gabinete, y la opinión de cada miembro se obtuvo antes de que Jefferson tomara decisiones importantes. Gallatin y Madison fueron particularmente influyentes dentro del gabinete de Jefferson; ocuparon los dos puestos más importantes del gabinete y sirvieron como lugartenientes clave de Jefferson.

### El mecenazgo y los federalistas
Cuando Adams asumió el cargo en 1797, trasladó a muchos de los partidarios del presidente saliente George Washington a su nueva administración. Como resultado, hubo pocos cambios en el gobierno federal durante la transición entre Washington y Adams, la primera  transición presidencial en la historia de Estados Unidos. Con la elección de Jefferson en 1800, hubo una transferencia de poder entre partidos, no simplemente una transición entre presidentes. Como presidente, Jefferson tenía el poder de nombramiento para ocupar muchos puestos gubernamentales que habían ocupado durante mucho tiempo los federalistas. Jefferson resistió los llamados de sus compañeros demócratas-republicanos para destituir a todos los federalistas de sus puestos designados, pero sintió que tenía derecho a reemplazar a los principales funcionarios del gobierno, incluido el gabinete. También reemplazó a cualquier funcionario federalista de menor rango que participara en mala conducta o comportamiento partidista. La negativa de Jefferson de pedir un reemplazo completo de los nombrados federales bajo un "sistema de despojo" fue seguida por sus sucesores hasta la elección de Andrew Jackson en 1828.

## Poder judicial
En los últimos días de su presidencia, Adams había designado numerosos jueces federales para ocupar los puestos creados por la Ley Judicial de 1801. Los republicanos demócratas estaban indignados por el nombramiento de estos "jueces de medianoche", casi todos federalistas. Jefferson y sus aliados buscaron revertir la Ley del Poder Judicial de 1801, en parte porque no creían que los nuevos cargos judiciales fueran necesarios y en parte para debilitar la influencia federalista en los tribunales. Los federalistas se opusieron con vehemencia a este plan, argumentando que el Congreso no tenía el poder de abolir los cargos judiciales que estaban ocupados. A pesar de estas objeciones, los demócratas-republicanos aprobaron la Ley Judicial de 1802, que restauró en gran medida la estructura judicial que había prevalecido antes de la Ley Judicial de 1801. La administración de Jefferson también se negó a entregar comisiones judiciales a algunos de los nombrados por Adams que habían ganado la confirmación del Senado pero que aún no habían asumido formalmente el cargo. Uno de esos nombrados, William Marbury, demandó al Secretario de Estado Madison para obligarlo a entregar las comisiones judiciales. En el caso de 1803 de la Corte Suprema de  Marbury v. Madison , la corte falló en contra de Marbury, pero también estableció el precedente de Revisión judicial en los Estados Unidos (revisión judicial), fortaleciendo así la rama judicial.
Aún descontentos con el poder federalista en el banquillo incluso después de la aprobación de la Ley Judicial de 1802, los demócratas-republicanos  acusado juez del tribunal de distrito  John Pickering y Juez de la Corte Suprema Samuel Chase. Los congresistas federalistas se opusieron enérgicamente a ambos juicios políticos y los criticaron como ataques a la independencia judicial. Pickering, quien frecuentemente presidía casos mientras estaba borracho, fue condenado por el Senado en 1804. Sin embargo, el proceso de acusación de Chase resultó más difícil. Mientras servía en la Corte Suprema, Chase había expresado con frecuencia su escepticismo de la democracia, prediciendo que la nación "se hundiría en  mobocracy", pero no se había mostrado incompetente de la misma manera que Pickering. Varios senadores demócratas-republicanos se unieron a los federalistas para oponerse a la destitución de Chase, y Chase permanecería en la corte hasta su muerte en 1811. Aunque los federalistas nunca recuperarían el poder político que habían tenido durante la década de 1790, la Corte Marshall continuó reflejando los ideales federalistas hasta que la década de 1830.
Jefferson nombró a tres personas para la (Corte Suprema) durante su presidencia. La primera vacante de la presidencia de Jefferson surgió debido a la renuncia de Alfred Moore. Decidido a nombrar a un demócrata-republicano de un estado no representado en la Corte, Jefferson seleccionó a  William Johnson, un joven abogado que anteriormente se había desempeñado como juez de apelaciones en Carolina del Sur. Después de la muerte de William Paterson (William Paterson (juez)) en 1806, Jefferson nombró a Henry Brockholst Livingston, juez de la Corte Suprema de Nueva York. Después de que el Congreso agregó otro escaño a la Corte Suprema con la Ley del Séptimo Circuito de 1807, Jefferson pidió a los miembros individuales del Congreso sus recomendaciones para llenar la vacante. Aunque el representante George W. Campbell de Tennessee surgió como la opción más popular en el Congreso, Jefferson no estaba dispuesto a nombrar a un miembro en funciones del Congreso. En su lugar, Jefferson nombró a Thomas Todd, otro individuo popular entre los miembros del Congreso, y que se desempeñó como presidente del Tribunal Supremo de la Corte de Apelaciones de Kentucky. Jefferson esperaba que sus nombramientos debilitaran la influencia del presidente del Tribunal Supremo Marshall en la Corte, pero, con la excepción parcial de Johnson, sus nombramientos en la Corte Suprema tendían a respaldar las decisiones de Marshall. Jefferson también nombró siete jueces del tribunal de circuito de los Estados Unidos y nueve jueces del tribunal de distrito de los Estados Unidos.

## Asuntos domésticos

### Democracia jeffersoniana
Después de la Revolución Americana, muchos federalistas esperaban que la sociedad se mantuviera en gran medida como había sido durante la Trece Colonias, pero Jefferson quería cambiar el orden social. Abogó por una filosofía que los historiadores llamarían más tarde democracia jeffersoniana, que estaba marcada por su creencia en agrarismo y  límites estrictos al gobierno nacional. En un mundo en el que pocos creían en la democracia o el igualitarismo, la creencia de Jefferson en la igualdad política se destacó de muchos de los otros Padres Fundadores de los Estados Unidos, que continuaron creyendo que los ricos y poderosos deberían liderar la sociedad. Bajo la presión de los republicanos de Jefferson, los estados lograron un mayor sufragio al eliminar los requisitos de propiedad. La expansión del sufragio y la movilización de la gente común aseguraron que las personas que no pertenecían a la élite tuvieran la oportunidad de convertirse en funcionarios del gobierno, especialmente en el Norte. Antes de la década de 1790, las campañas se consideraban una interferencia en el derecho de cada ciudadano a pensar y votar de forma independiente. Sin competencia para un cargo, la participación de los votantes fue a menudo baja, a veces menos del 5 por ciento de los hombres elegibles. Con el surgimiento del sistema bipartidista, muchas regiones vieron cómo la participación de los votantes aumentó a aproximadamente el 20 por ciento en la década de 1790 y al 80 por ciento durante la presidencia de Jefferson. Wood escribe, "según los estándares de principios del siglo XIX, Estados Unidos poseía la política electoral más popular del mundo".
El igualitarismo de la época se extendió más allá de los derechos de voto, a medida que la práctica de la servidumbre por contrato disminuyó y se desafiaron las jerarquías tradicionales en el empleo y la educación. Como reflejo de su propia creencia en el igualitarismo, Jefferson rompió con muchos de los precedentes establecidos por Adams y Washington. Jefferson aceptó visitantes sin importar su estatus social, suspendió la práctica de pronunciar discursos en el Congreso en persona y aplicó un protocolo menos formal en los eventos de la Casa Blanca.
Como reacción a la expansión del sufragio, incluso los federalistas comenzaron a adoptar técnicas partidistas, como la organización de partidos, los periódicos y el establecimiento de sociedades auxiliares. Los federalistas aceptaron pacíficamente la transferencia del poder a los demócratas republicanos en 1800, pero la mayoría de los líderes del partido esperaban que fuera solo una anomalía temporal. Muchos federalistas continuaron sirviendo en cargos estatales o locales, aunque prominentes federalistas como John Jay y Charles Cotesworth Pinckney se retiraron de la vida pública. Reflejando los temores de otros ambiciosos jóvenes federalistas, John Quincy Adams escribió que el Partido Federalista había sido "total e irrevocablemente abandonado. Nunca podrá y nunca será revivido". Mientras continuaba la presidencia de Jefferson, la predicción de Adams resultó precisa y los federalistas lucharon por competir fuera de Nueva Inglaterra.

### Política fiscal
Gran parte de la agenda inicial de Jefferson se centró en deshacer el programa federalista de la década de 1790. Al asumir el cargo, derogó las disposiciones restantes de las Leyes de Extranjería y Sedición y perdonó a las diez personas que habían sido procesadas en virtud de las leyes. También comenzó a desmantelar el sistema fiscal de Hamilton con la ayuda del Secretario del Tesoro Gallatin. La administración de Jefferson eliminó los impuestos especiales al whisky y otros impuestos después de cerrar "oficinas innecesarias" y recortar "establecimientos y gastos inútiles". Después de la derogación de estos impuestos, más del 90 por ciento de los ingresos federales provinieron de los derechos de importación. A pesar de la oposición anterior de Jefferson al banco nacional, Gallatin persuadió a Jefferson de retener el Primer banco de los Estados Unidos. Con la derogación del programa federalista, muchos estadounidenses tenían poco contacto con el gobierno federal, con la excepción del servicio postal Servicio Postal de los Estados Unidos.
El objetivo final de Jefferson era abolir la deuda nacional, que él creía que era inherentemente peligrosa e inmoral. Aunque Gallatin y Jefferson no encontraron tanto desperdicio gubernamental federalista como esperaban, sus recortes fiscales y las condiciones económicas benignas que persistieron durante gran parte de la presidencia de Jefferson les permitieron tener superávits presupuestarios. Jefferson redujo el Ejército de los Estados Unidos y la Marina de los Estados Unidos, considerándolos en gran parte innecesarios en tiempos de paz. Transformó la armada en una flota formada por cañoneras de bajo costo utilizadas solo para la defensa, con la idea de que no provocarían hostilidades extranjeras.. Su administración dio de baja a numerosos soldados, dejando al ejército con 3.350 oficiales y soldados. Al final de sus dos mandatos, Jefferson había reducido la deuda nacional de $ 83 millones a $ 57 millones. En 1806, creyendo que el país pronto aboliría su deuda nacional, Jefferson propuso ampliar el ejército y aprobar una enmienda constitucional para permitir explícitamente al Congreso gastar fondos en mejoras internas y educación, pero estas propuestas no fueron llevadas a cabo por Congreso. Ese mismo año, el Congreso autorizó la construcción de la National Road, una ruta diseñada para conectar la costa este con St. Louis, aunque la construcción de la carretera no comenzó hasta 1811.

### Controversia de Yazoo
A principios del siglo XIX, gran parte de la frontera estadounidense estaba sujeta a los reclamos en competencia de los colonos, los especuladores de tierras y los nativos americanos. Las tierras de Yazoo del oeste de  Georgia no fueron una excepción, y surgieron como un punto de gran tensión durante la administración de Jefferson. En lo que se conoció como el escándalo de la tierra de Yazoo, Georgia se había involucrado en un fraude inmobiliario masivo al vender grandes extensiones de tierra de Yazoo antes de aprobar una ley que invalidaba retroactivamente las concesiones. Con el Compact of 1802, el gobierno federal compró el oeste de Georgia (ahora los estados de Alabama y Misisipi), acordó buscar extinguir todos los reclamos de nativos americanos en la región y también acordó para resolver todas las reclamaciones contra la tierra de aquellos que habían sido defraudados en el escándalo. En 1804, Jefferson trató de compensar a los defraudados en el escándalo de la tierra de Yazoo dándoles algunas de las tierras adquiridas en el pacto, pero el congresista John Randolph (John Randolph de Roanoke) movilizó con éxito la oposición a la propuesta, castigándola como un regalo a los especuladores de tierras. El incidente marcó el comienzo de un fraccionalismo dentro del Partido Demócrata-Republicano que resultaría problemático para Jefferson y sus sucesores, ya que el "tertium quids" de Randolph criticaba libremente a los presidentes de su propio partido. La controversia sobre las tierras de Yazoo continuaría hasta 1814, cuando el Congreso finalmente acordó compensar a los demandantes.

### Lewis y Clark y otras expediciones

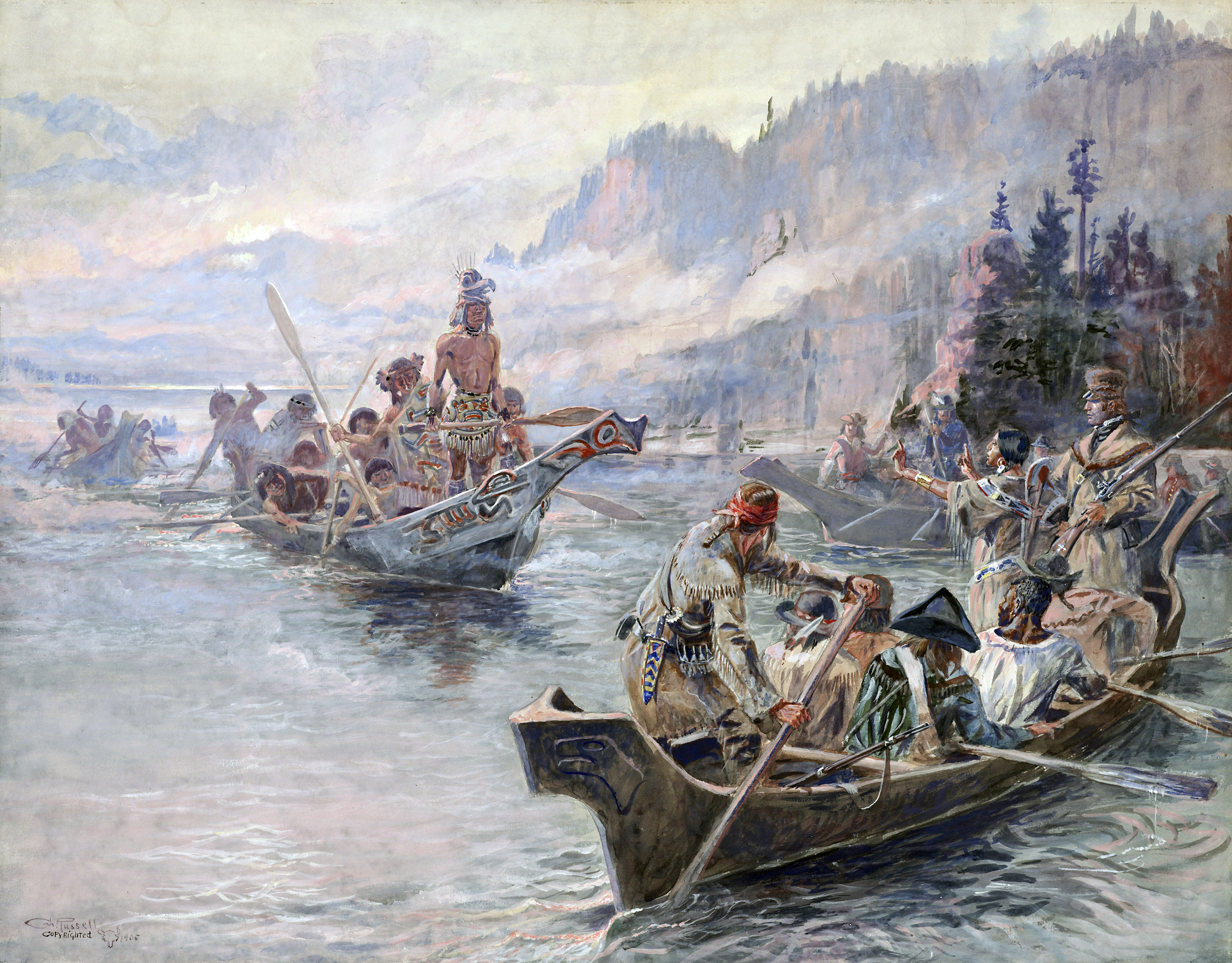
En octubre de 1805, el "Corps of Discovery" de Jefferson se encuentra con la tribu Chinook del pueblo Chinook en el río Columbia, Pintura de Charles Marion Russell, 1905

Incluso antes de la compra de 1803 del Territorio de Luisiana, Jefferson había comenzado a planificar una expedición a las tierras al oeste del Río Misisipi. Jefferson consideró importante que Estados Unidos estableciera un reclamo de "descubrimiento" en País de Oregón mediante la documentación y el establecimiento de una presencia estadounidense allí antes de que los europeos pudieran establecer reclamos sólidos. Jefferson también esperaba que la expedición descubriera el tan buscado Pasaje del Noroeste al Océano Pacífico, que promovería enormemente el comercio y el comercio del país. En 1804, nombró a su secretario personal Meriwether Lewis, junto con  William Clark, como líderes de una expedición occidental, denominándola el "Cuerpo de descubrimiento . Jefferson eligió a Lewis para dirigir la expedición en lugar de a alguien con las mejores credenciales científicas debido a la experiencia militar de Lewis en el bosque y su "familiaridad con los modales y el carácter de los indios". Jefferson poseía la colección de libros más grande del mundo sobre el tema de la geografía y la historia natural del continente norteamericano, y antes de la expedición instruyó a Lewis en las ciencias de la cartografía, la botánica, la historia natural, la mineralogía, la astronomía y la navegación.

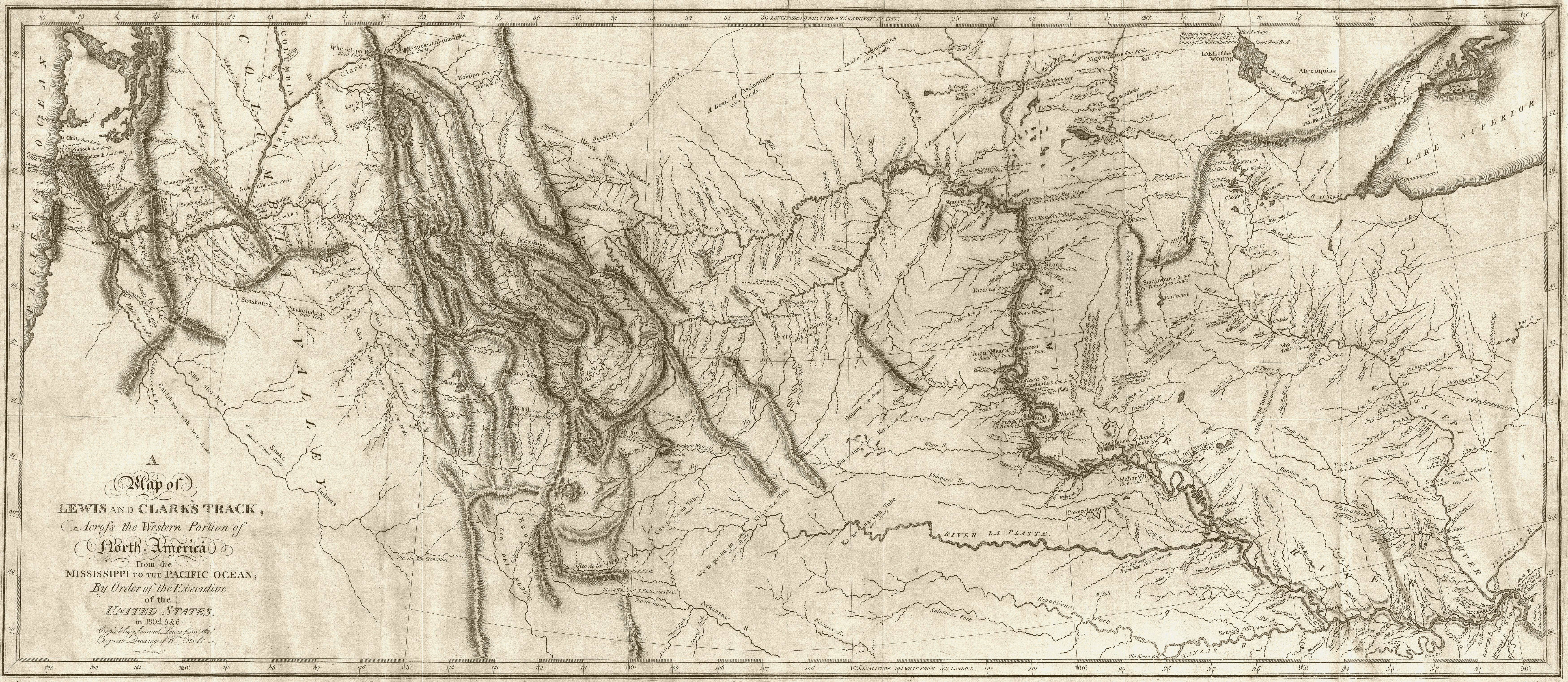
Mapa detallado dibujado por Clark que muestra la ruta tomada por la expedición desde el río Misuri hasta el Océano Pacífico, representando ríos, montañas y ubicaciones de tribus indígenas.

En mayo de 1804, el Cuerpo de Descubrimiento, que constaba de unos 40 hombres, partió de St. Louis y viajó por el río Misuri. Guiada por Sacagawea y varias tribus nativas americanas a lo largo del camino, la expedición, viajando por el Río Columbia, llegó al Océano Pacífico en noviembre de 1805. Después del deshielo invernal, la expedición comenzó su viaje de regreso el 22 de marzo. , 1806, y regresó a St. Louis el 23 de septiembre de ese año, agregando una gran cantidad de conocimiento científico y geográfico del vasto territorio, junto con el conocimiento de las muchas tribus indias. Dos meses después del final de la expedición, Jefferson hizo su primera declaración pública al Congreso dando un resumen de una oración sobre su éxito antes de afirmar la justificación de los gastos involucrados. La American Philosophical Society finalmente se convirtió en el depósito de muchos de los hallazgos de la expedición, incluidas semillas, fósiles, plantas y otros especímenes. En 1808, el empresario John Jacob Astor estableció una empresa transcontinental comercio de pieles, y en 1811 su empresa estableció Fort Astoria, el primer asentamiento estadounidense en la costa del Pacífico.
Además del “Corps of Discovery”, Jefferson organizó otras expediciones de exploración occidentales, algunas de las cuales atravesaron territorio español. William Dunbar y George Hunter dirigieron una expedición en el Río Ouachita, Thomas Freeman y Peter Custis dirigieron la  Expedición al río Rojo, y Zebulon Pike dirigió la Expedición Pike a las Montañas Rocosas y al suroeste. Todas las expediciones de exploración enviadas bajo la presidencia de Jefferson produjeron información valiosa sobre la frontera estadounidense.

### Academia militar nacional
Jefferson sintió fuertemente la necesidad de una universidad militar nacional que pudiera producir un cuerpo de ingenieros de oficiales competentes que no tuviera que depender de fuentes extranjeras para obtener ingenieros de alto nivel. Una academia también ayudaría a reemplazar a muchos de los oficiales federalistas que Jefferson despidió cuando asumió el cargo. Jefferson firmó la Ley de Establecimiento de la Paz Militar el 16 de marzo de 1802, fundando así la Academia Militar de los Estados Unidos en West Point. La ley documentó en 29 secciones un nuevo conjunto de leyes y límites para los militares.

### Duodécima Enmienda
En reacción al vínculo del Colegio Electoral entre Jefferson y Burr en 1800, el Congreso aprobó una enmienda a la Constitución de los Estados Unidos que proporciona un nuevo procedimiento para elegir al presidente y al vicepresidente, y la presentó a las  legislaturas estatales para ratificación en diciembre de 1803. La  Duodécima Enmienda fue ratificada por el número requerido de estados (entonces 13) para pasar a formar parte de la Constitución en junio de 1804.

### Admisión de Ohio
Un nuevo estado, Ohio, fue  admitido en la Unión mientras Jefferson estaba en el cargo. La fecha exacta en la que Ohio se convirtió en estado no está clara. El 30 de abril de 1802, el 7.º Congreso había aprobado una ley "que autorizaba a los habitantes de Ohio a formar una Constitución y un gobierno estatal, y la admisión de Ohio en el Unión." El 19 de febrero de 1803, el mismo Congreso aprobó una ley "que prevé la ejecución de las leyes de los Estados Unidos en el estado de Ohio". Sin embargo, ninguna ley estableció una fecha formal para la estadidad. No se fijó una fecha oficial de estadidad para Ohio hasta 1953, cuando el 83.er Congreso aprobó una Resolución conjunta "para admitir al Estado de Ohio en la Unión", que designó el 1 de marzo de 1803, como esa fecha. Fue el primer estado creado a partir del Territorio del Noroeste.

## Relaciones exteriores

### Guerra de Berbería

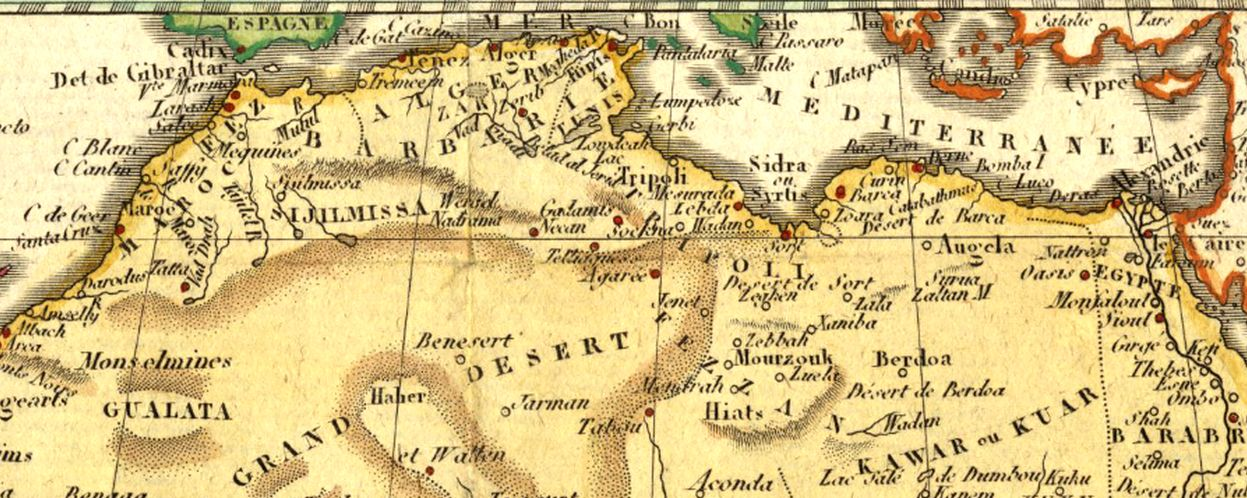
La costa de Berbería del norte de África 1806. El mapa de la izquierda es Marruecos en Gibraltar, el mapa del centro es Túnez; a la derecha, Trípoli se extiende hacia el este

Durante décadas antes de la llegada al poder de Jefferson, los piratas de la Costa de Berbería del norte de África habían estado capturando barcos mercantes estadounidenses, saqueando cargamentos valiosos y esclavizando a miembros de la tripulación, exigiendo enormes rescates por su liberación. Antes de la independencia, los barcos mercantes estadounidenses estaban protegidos de los piratas de Berbería por la influencia naval y diplomática de Gran Bretaña, pero esa protección terminó después de que las colonias ganaran su independencia. En 1794, como reacción a los ataques, el Congreso aprobó una ley para autorizar el pago de tributos a los estados de Berbería. Al mismo tiempo, el Congreso aprobó la Ley Naval de 1794, que inició la construcción de  seis fragatas que se convirtieron en la base de la Armada de los Estados Unidos. A fines de la década de 1790, Estados Unidos había firmado tratados con todos los Estados de Berbería, pero semanas antes de que Jefferson asumiera el cargo, Trípoli comenzó a atacar a los buques mercantes estadounidenses en un intento de obtener más tributos.
Jefferson se mostró reacio a involucrarse en cualquier tipo de conflicto internacional, pero creía que la fuerza disuadiría mejor a los estados de Berbería de exigir más tributos. Ordenó a la Marina de los Estados Unidos en el Mar Mediterráneo para defenderse de los Piratas de Berbería, comenzando la Primera Guerra de Berbería. Los esfuerzos iniciales de la administración fueron en gran parte ineficaces, y en 1803 la fragata USS Philadelphia fue capturada por Trípoli. En febrero de 1804, el teniente Stephen Decatur dirigió una incursión exitosa en el puerto de Trípoli que quemó el "Filadelfia", convirtiendo a Decatur en un héroe nacional. Jefferson y la joven marina estadounidense obligaron a Túnez y Argel a romper su alianza con Trípoli, lo que finalmente lo sacó de la guerra. Jefferson también ordenó cinco bombardeos navales separados de Trípoli, que restauraron la paz en el Mediterráneo por un tiempo.

### compra de Luisiana

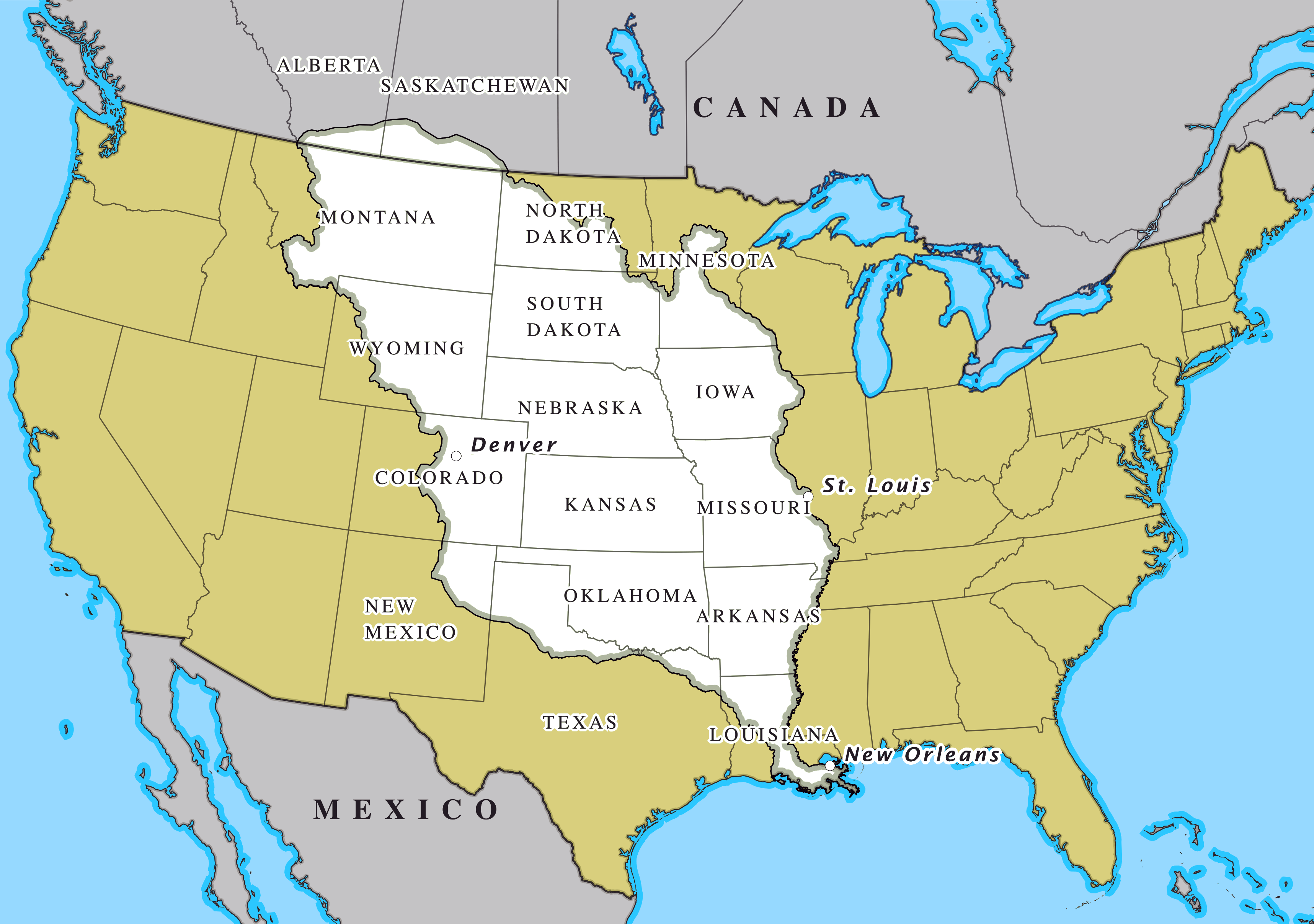

Jefferson creía que la expansión occidental jugó un papel importante en la promoción de su visión de una república de granjeros. Cuando Jefferson asumió el cargo, los estadounidenses se habían asentado tan al oeste como el Río Misisipi, aunque grandes extensiones de tierra permanecían vacías o habitadas solo por  Nativos americanos. Muchos en los Estados Unidos, particularmente aquellos en el oeste, favorecieron una mayor expansión territorial, y especialmente esperaban anexar la provincia española de Luisiana (Luisiana (Nueva España)). Dada la escasa presencia de España en Luisiana, Jefferson creía que era solo cuestión de tiempo hasta que Luisiana cayera ante Gran Bretaña o Estados Unidos. Las esperanzas expansionistas estadounidenses se vieron frustradas temporalmente cuando Napoleón convenció a España de transferir la provincia a Francia en el Tratado de Aranjuez de 1801. Aunque la presión francesa jugó un papel en la conclusión del tratado, los españoles también creían que el control francés de Luisiana ayudaría a proteger Nueva España de la expansión estadounidense.
Los sueños de Napoleón de restablecer el imperio colonial francés en América del Norte amenazaban con reavivar las tensiones de la Cuasi-Guerra recientemente concluida. Inicialmente planeó restablecer un imperio francés en las Américas centrado alrededor de Nueva Orleans y Saint-Domingue, una isla caribeña productora de azúcar en medio de una Revolución Haitiana. Se envió un ejército a Saint-Domingue y un segundo ejército comenzó a prepararse para viajar a Nueva Orleans. Después de que las fuerzas francesas en Saint-Domingue fueran derrotadas por los rebeldes, Napoleón abandonó sus planes para un imperio en el hemisferio occidental. A principios de 1803, Jefferson envió a James Monroe a Francia para unirse al embajador  Robert Livingston en la compra de Nueva Orleans, Este de Florida y Oeste de Florida de Francia. Para sorpresa de la delegación estadounidense, Napoleón ofreció vender todo el territorio de Luisiana por 15 millones de dólares. Los estadounidenses también presionaron por la adquisición de las Floridas, pero bajo los términos del Tratado de Aranjuez, España retuvo el control de ambos territorios. El 30 de abril, las dos delegaciones acordaron los términos de la Compra de Luisiana y Napoleón dio su aprobación al día siguiente.
Después de que el secretario de Estado James Madison aseguró que la compra estaba dentro de la interpretación más estricta de la Constitución, el Senado de los Estados Unidos ratificó rápidamente el tratado y la Cámara autorizó inmediatamente la financiación. La compra, concluida en diciembre de 1803, marcó el final de las ambiciones francesas en América del Norte y aseguró el control estadounidense del río Misisipi. La compra de Luisiana casi duplicó el tamaño de los Estados Unidos, y el secretario del Tesoro, Gallatin, se vio obligado a pedir prestado a bancos extranjeros para financiar el pago a Francia. Aunque la Compra de Luisiana fue muy popular, algunos federalistas la criticaron; El congresista Fisher Ames escribió: "Debemos dar dinero del que tenemos muy poco por tierras de las que ya tenemos demasiado".

### Conspiración de rebabas

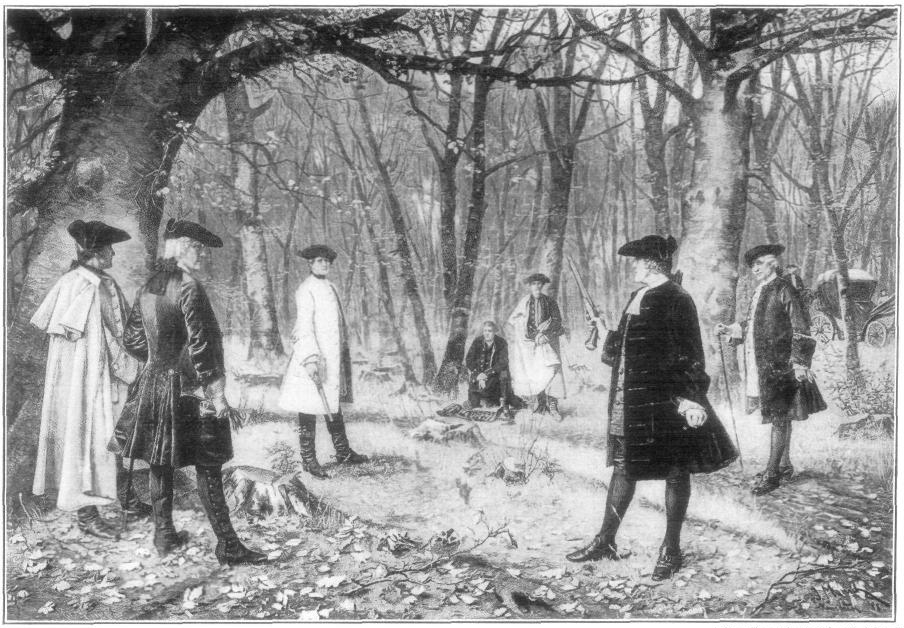
Aaron Burr herido de muerte Alexander Hamilton el 11 de julio de 1804.

Habiendo sido eliminado de la candidatura demócrata-republicana de 1804, Burr se postuló para el puesto de Gobernador de Nueva York en una  elección de abril de 1804, y fue derrotado. El líder del Partido Federalista Alexander Hamilton fue un factor clave en la derrota de Burr, habiendo hecho comentarios insensibles sobre Burr. Creyendo que su honor estaba ofendido, Burr desafió a Hamilton a un duelo. El 11 de julio de 1804, Burr hirió de muerte a Hamilton en un duelo en Weehawken, Nueva Jersey. Burr fue acusado formalmente del asesinato de Hamilton en Nueva York y Nueva Jersey, lo que le hizo huir a Georgia, aunque siguió siendo presidente del Senado durante el juicio político del juez de la Corte Suprema Samuel Chase. A las dos acusaciones contra Burr se les permitió "morir silenciosamente".
Después de que Aaron Burr cayera en desgracia en el duelo de 1804 y terminaran sus propias ambiciones presidenciales, el embajador británico informó que quería "efectuar una separación de la parte occidental de los Estados Unidos [en los Apalaches]". Jefferson creía que eso era así en noviembre de 1806, porque se rumoreaba que Burr estaba conspirando de diversas maneras con algunos estados occidentales para separarse por un imperio independiente, o para levantar un filibustero (militar) para conquistar México. Como mínimo, hubo informes de que Burr estaba reclutando hombres, almacenando armas y construyendo barcos. Nueva Orleans parecía especialmente vulnerable, pero en algún momento, el general estadounidense James Wilkinson, un agente doble de los españoles, decidió volverse contra Burr. Jefferson emitió una proclama advirtiendo que había ciudadanos estadounidenses conspirando ilegalmente para apoderarse de las propiedades españolas. Aunque Burr estaba desacreditado a nivel nacional, Jefferson temía por la propia Unión. En un informe al Congreso de enero de 1807, Jefferson declaró que la culpabilidad de Burr "estaba fuera de toda duda". En marzo de 1807, Burr fue arrestado en Nueva Orleans y sometido a juicio por traición (conspiración de Burr) en Richmond, Virginia, presidido por el presidente del Tribunal Supremo John Marshall. El 13 de junio, Jefferson fue citado por Burr para publicar documentos que favorecieran la defensa de Burr. Jefferson declaró que no le tenía lealtad a Burr y solo publicó unos pocos documentos que Burr había solicitado haber invocado privilegio ejecutivo. Jefferson se negó a comparecer en el juicio de Burr. El caso del gobierno débil llevó a la absolución de Burr, pero con su reputación arruinada nunca pudo emprender otra aventura. Burr murió más tarde en su Staten Island residencia en octubre de 1836.

### Florida y Haití

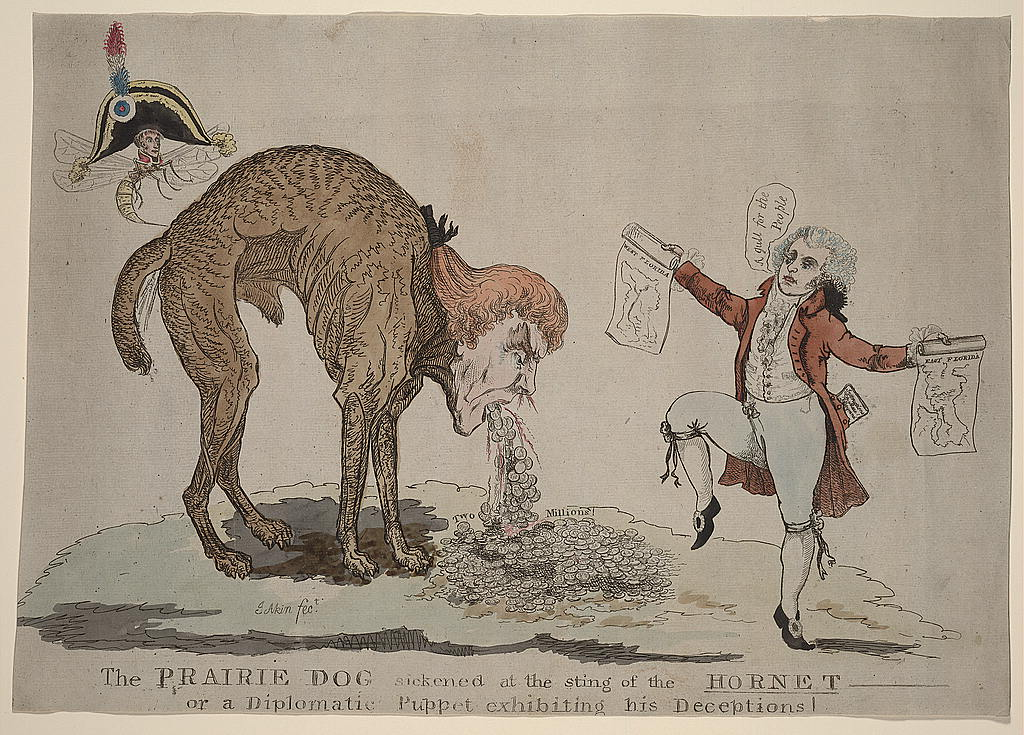
The Prairie Dog es una sátira anti-Jefferson, relacionada con las negociaciones encubiertas de Jefferson para la compra de West Florida a España en 1804.

Después de principios de 1802, cuando se enteró de que Napoleón tenía la intención de recuperar un punto de apoyo en Saint-Domingue y Luisiana, Jefferson proclamó la neutralidad en relación con la Revolución Haitiana. Estados Unidos permitió que el contrabando de guerra "continuara fluyendo hacia los negros a través de los canales comerciales habituales de Estados Unidos y la administración rechazaría todas las solicitudes francesas de asistencia, créditos o préstamos". Las "implicaciones geopolíticas y comerciales" de los planes de Napoleón superaron los temores de Jefferson de una nación dirigida por esclavos. Después de que los rebeldes de Saint-Domingue proclamaran su independencia de Francia en la nueva república de Haití en 1804, Jefferson se negó a reconocer a Haití como la segunda república independiente de las Américas. En parte, esperaba ganarse el apoyo de Napoleón para la adquisición de Florida. Los propietarios de esclavos estadounidenses habían estado asustados y horrorizados por las masacres de esclavos de la clase plantadora durante la rebelión y después, y un Congreso dominado por el sur era "hostil a Haití". Temían que su éxito fomentara la revuelta de esclavos en el Sur de Estados Unidos. El historiador Tim Matthewson señala que Jefferson "accedió a la política del sur, el embargo comercial y el no reconocimiento, la defensa de la esclavitud internamente y la denigración de Haití en el exterior". Según el historiador George Herring, "la diplomacia de Florida lo revela [a Jefferson] en su peor momento. Su codicia por la tierra superó su preocupación por los principios".

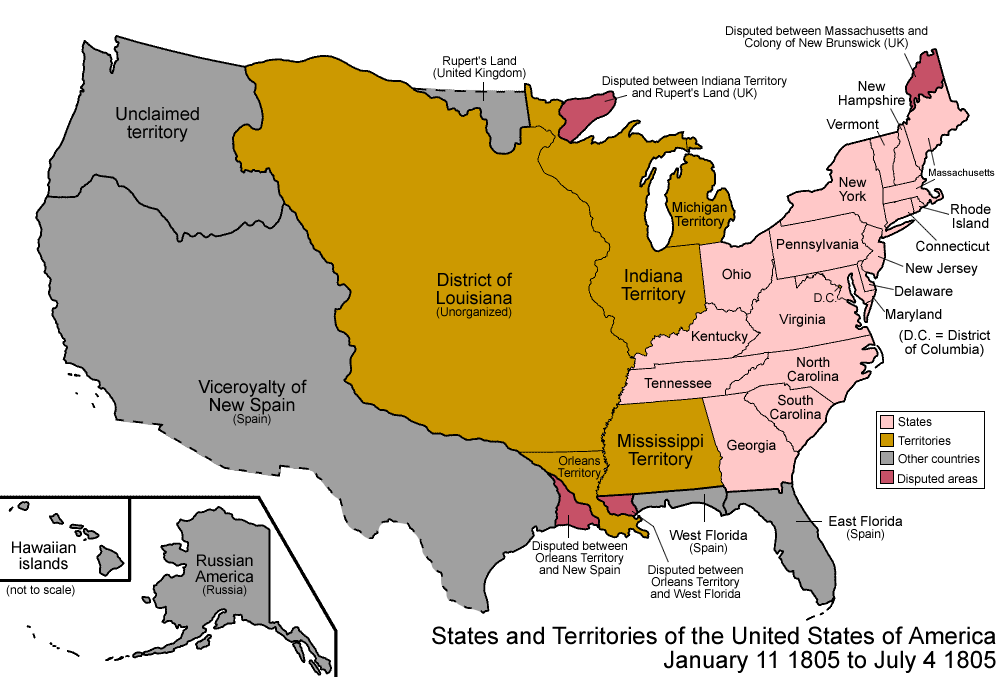
Estados Unidos en 1805, dos años después de la Compra de Luisiana

El no reconocimiento de Haití por parte de Jefferson hizo poco para avanzar en su objetivo de adquirir East Florida y West Florida, que permanecieron bajo el control de España. Jefferson argumentó que la Compra de Luisiana se había extendido tan al oeste como el Río Grande, y había incluido el oeste de Florida tan al este como el Río Perdido. Esperaba utilizar esa afirmación, junto con la presión francesa, para obligar a España a vender tanto Florida Occidental como Florida Oriental. En 1806, obtuvo la aprobación del Congreso de una asignación de 2 millones de dólares para obtener las Floridas; Los ansiosos expansionistas también contemplaron autorizar al presidente a adquirir Canadá, por la fuerza si fuera necesario. En este caso, a diferencia del territorio de Luisiana, la dinámica de la política europea actuó en contra de Jefferson. Napoleón había enfrentado a Washington contra Madrid para ver qué podía conseguir, pero en 1805 España era su aliada. España no tenía ningún deseo de ceder Florida, que era parte de su influencia contra un Estados Unidos en expansión. Las revelaciones del soborno que Jefferson ofreció a Francia por el asunto provocaron indignación y debilitaron la mano de Jefferson, quien posteriormente renunció a Florida.

### Relaciones con los nativos americanos
De acuerdo con su pensamiento de la Era de las Luces, el presidente Jefferson adoptó una política de asimilación hacia los indios americanos conocida como su "programa de civilización" que incluía asegurar alianzas pacíficas entre Estados Unidos e indios y fomentar la agricultura. Jefferson abogó por que las tribus indias deberían realizar compras federales mediante créditos con sus tierras como garantía para el reembolso. Varias tribus aceptaron las políticas de Jefferson, incluidos los Shawnees liderados por Black Hoof y el Creek. Sin embargo, Jefferson soñaba con una nación transcontinental y se volvió cada vez más escéptico de los esfuerzos de asimilación. Mientras continuaba su presidencia, Jefferson priorizó el asentamiento blanco de los territorios occidentales sobre la asimilación pacífica.
Cuando Jefferson asumió el poder, el líder Shawnee Tecumseh y su hermano Tenskwatawa lideraban incursiones contra los asentamientos estadounidenses en el Valle de Ohio, con municiones proporcionadas por comerciantes británicos en Canadá. Al intentar formar una confederación de indígenas en el Territorio del Noroeste, los dos hermanos serían una fuente continua de irritación para los colonos del oeste. Las naciones indias siguieron a Tenskwatawa, quien tuvo la visión de purificar su sociedad expulsando a los colonos estadounidenses, los "hijos del espíritu maligno". El éxito de los indios dio a Gran Bretaña la esperanza de poder crear una nación satélite india en partes del territorio estadounidense. Las redadas se convirtieron en una de las principales causas de la posterior Guerra de 1812.

### Comercio de esclavos
En la década de 1790, muchos líderes contra la esclavitud habían llegado a creer que la institución de la esclavitud se extinguiría en los Estados Unidos en un futuro previsible. Estas esperanzas descansan en parte en el entusiasmo por la abolición de la esclavitud en el norte y en el declive de la importación de esclavos en todo el sur. La Constitución había incluido una disposición que impedía al Congreso promulgar una ley que prohibiera la importación de esclavos hasta 1808. En los años antes de que Jefferson asumiera el cargo, el creciente temor a las rebeliones de esclavos condujo a una disminución del entusiasmo en el sur por la abolición de la esclavitud, y muchos estados comenzaron a promulgar  Códigos Negros diseñados para restringir la comportamiento de los negros libres. Durante su mandato presidencial, Jefferson se sintió decepcionado porque la generación más joven no estaba haciendo ningún movimiento para abolir la esclavitud; evitó en gran medida el tema hasta 1806. Logró convencer al Congreso de que bloqueara la importación extranjera de esclavos en el recién adquirido Territorio de Luisiana.
Al ver que en 1808 expiraría la prohibición constitucional de veinte años de poner fin a la trata internacional de esclavos, en diciembre de 1806 en su mensaje presidencial al Congreso, pidió una ley para prohibirla. Denunció el comercio como "violaciones de los derechos humanos que se han prolongado durante tanto tiempo sobre los habitantes inofensivos de África, en las que la moral, la reputación y los mejores intereses de nuestro país han estado ansiosos por proscribir durante mucho tiempo". Jefferson firmó la nueva ley y el comercio internacional se convirtió en ilegal en enero de 1808. El comercio legal había promediado 14.000 esclavos al año; El contrabando ilegal a razón de unos 1000 esclavos al año continuó durante décadas.  "Los dos principales logros de la presidencia de Jefferson fueron la Compra de Luisiana y la abolición del comercio de esclavos", según el historiador John Chester Miller.

### Relaciones con las potencias europeas y la Ley de embargo
El comercio estadounidense experimentó un auge después del estallido de las Guerras Revolucionarias Francesas a principios de la década de 1790, en gran parte porque se permitió que el transporte marítimo estadounidense actuara como transportistas neutrales con las potencias europeas. Aunque los británicos intentaron restringir el comercio con los franceses, habían tolerado en gran medida el comercio de Estados Unidos con la Francia continental y las colonias francesas después de la firma del Tratado de Jay en 1794. Jefferson favoreció una política de neutralidad en las guerras europeas y estaba firmemente comprometido con el principio de libertad de navegación para los buques neutrales, incluidos los estadounidenses. Al principio de su mandato, Jefferson pudo mantener relaciones cordiales con Francia y Gran Bretaña, pero las relaciones con Gran Bretaña se deterioraron después de 1805. Necesitando marineros, la Royal Navy británica se apoderó de cientos de barcos estadounidenses e  impresionó a 6.000 marineros, lo que enfureció a los estadounidenses. Los británicos comenzaron a imponer un bloqueo de Europa, poniendo fin a su política de tolerancia hacia el transporte marítimo estadounidense. Aunque los británicos devolvieron muchos productos estadounidenses incautados que no estaban destinados a puertos franceses, el bloqueo británico afectó gravemente al comercio estadounidense y provocó una inmensa ira en toda la nación. Aparte de las preocupaciones comerciales, los estadounidenses estaban indignados por lo que vieron como un ataque al honor nacional. En respuesta a los ataques, Jefferson recomendó una expansión de la marina, y el Congreso aprobó la Ley de No Importación, que restringió muchas, pero no todas, las importaciones británicas.
Para restablecer las relaciones pacíficas con Gran Bretaña, Monroe negoció el Tratado de Monroe-Pinkney, que habría representado una extensión del Tratado de Jay. Jefferson nunca había favorecido el Tratado de Jay, que había impedido que Estados Unidos implementara sanciones económicas a Gran Bretaña, y rechazó el Tratado de Monroe-Pinkney. Las tensiones con Gran Bretaña aumentaron debido al  asunto  Chesapeake  -  Leopard , un enfrentamiento naval en junio de 1807 entre un barco estadounidense y un barco británico que terminó con la muerte o impresión de varios marineros estadounidenses. A partir de diciembre de 1807 de Napoleón Decreto de Milán, los franceses comenzaron a apoderarse de los barcos que comerciaban con los británicos, lo que dejó a la navegación estadounidense vulnerable a los ataques de las dos principales potencias navales. En respuesta a los ataques contra el transporte marítimo estadounidense, el Congreso aprobó la Ley de Embargo en 1807, que fue diseñada para obligar a Gran Bretaña y Francia a respetar la neutralidad de Estados Unidos cortando todos los envíos estadounidenses a Gran Bretaña o Francia. Casi de inmediato, los estadounidenses comenzaron a recurrir al contrabando para enviar mercancías a Europa. Desafiando sus propios principios gubernamentales limitados, Jefferson utilizó al ejército para hacer cumplir el embargo. Las importaciones y exportaciones cayeron enormemente y el embargo resultó ser especialmente impopular en Nueva Inglaterra. En marzo de 1809, el Congreso reemplazó el embargo con la Ley de no relaciones sexuales (1809), que permitía el comercio con otras naciones además de Gran Bretaña y Francia.
La mayoría de los historiadores consideran que el embargo de Jefferson fue ineficaz y perjudicial para los intereses estadounidenses. Incluso los altos funcionarios de la administración de Jefferson vieron el embargo como una política defectuosa, pero lo vieron como preferible a la guerra. Appleby describe la estrategia como la "política menos eficaz" de Jefferson, y Joseph Ellis la llama "una calamidad sin adulterar". Otros, sin embargo, lo describen como una medida innovadora y no violenta que ayudó a Francia en su guerra con Gran Bretaña mientras preservaba la neutralidad estadounidense. Jefferson creía que el fracaso del embargo se debía a que los comerciantes egoístas y los comerciantes mostraban una falta de "virtud republicana". Sostuvo que, si el embargo se hubiera respetado ampliamente, se habría evitado la guerra en 1812.

## Elección de 1804

1804 Electoral College vote

Como sus dos predecesores, Jefferson se postuló para un segundo mandato. La elección de 1804 fue la primera que se llevó a cabo después de la ratificación de la Duodécima Enmienda a la Constitución de los Estados Unidos, que instituyó el sistema electoral actual en el que se emiten votos electorales separados para la presidencia y la vicepresidencia. Con Burr teniendo pocas posibilidades de volver a ser nominado, el caucus de nominación del Congreso del partido eligió al gobernador  George Clinton de Nueva York como compañero de fórmula de Jefferson. Los federalistas nominaron a Charles Cotesworth Pinckney para presidente y Rufus King para vicepresidente. Los federalistas atacaron el supuesto ateísmo de Jefferson, su apoyo a la democratización y su romance con Sally Hemings como pieza central de su campaña, argumentando que el romance de Jefferson con una mujer esclavizada era hipócrita dado su continuo apoyo a la esclavitud. Los demócratas-republicanos disfrutaban de una marcada ventaja en la organización del partido, mientras que los federalistas y su espíritu de gobierno de élite se estaban volviendo cada vez más impopulares. Jefferson ganó todos los estados excepto Connecticut y Delaware, obteniendo 162 de los 174 votos electorales.

## Elección de 1808

El secretario de Estado James Madison derrotó a Charles Cotesworth Pinckney en las elecciones presidenciales de 1808.

Jefferson, quien creía que los titulares no deberían servir indefinidamente, siguió el precedente tradicional de dos mandatos establecido por Washington y se negó a buscar un tercer mandato. En cambio, apoyó a su asesor y amigo James Madison para la presidencia. La política exterior asertiva de Jefferson generó críticas dentro del partido desde el tertium quids, dirigido por Randolph. Randolph y otros poderosos líderes demócratas-republicanos opuestos a Madison, incluidos Samuel Smith (Samuel Smith (político de Maryland)) y William Duane (William Duane (periodista)), se unieron en torno a la posible candidatura de James Monroe. Además, el vicepresidente Clinton, que había aceptado nuevamente la nominación a la vicepresidencia, anunció su propia candidatura a la presidencia. Se necesitó todo el prestigio y el encanto de Jefferson para convencer a los demócratas-republicanos disidentes de que no se fueran del partido por desdén hacia Madison. Al final, Madison encabezó los desafíos dentro del partido y derrotó al candidato federalista Charles Cotesworth Pinckney, ganando 122 de los 176 votos electorales en las elecciones de 1808.

## Reputación histórica
Meacham opina que Jefferson fue la figura más influyente de la república democrática en su primer medio siglo, sucedido por los partidarios presidenciales James Madison, James Monroe, Andrew Jackson y Martin Van Buren. La reputación de Jefferson declinó durante la Guerra Civil debido a su apoyo a los derechos de los estados. A finales del siglo XIX, su legado fue ampliamente criticado; Los conservadores sintieron que su filosofía democrática había llevado al movimiento populista de esa época, mientras que Progresistas en los Estados Unidos buscaba un gobierno federal más activista de lo que permitía la filosofía de Jefferson. Ambos grupos vieron a Hamilton como reivindicado por la historia, en lugar de Jefferson, y el presidente Woodrow Wilson incluso describió a Jefferson como "un gran hombre, no un gran estadounidense".
En la década de 1930, Jefferson se tenía en mayor estima; El presidente Franklin D. Roosevelt y los demócratas del New Deal celebraron sus luchas por el "hombre común" y lo reclamaron como el fundador de su partido. Jefferson se convirtió en un símbolo de la democracia estadounidense en la incipiente Guerra Fría, y las décadas de 1940 y 1950 vieron el cenit de su reputación popular. Después del movimiento por los derechos civiles de las décadas de 1950 y 1960, la esclavitud de Jefferson fue objeto de un nuevo escrutinio, particularmente después de las pruebas de ADN en el finales de la década de 1990 respaldaron las acusaciones de que tenía una relación con Sally Hemings. Al señalar la enorme producción de libros académicos sobre Jefferson en los últimos años, el historiador Gordon Wood resume los debates furiosos sobre la estatura de Jefferson: "Aunque muchos historiadores y otros están avergonzados por sus contradicciones y han tratado de sacarlo del pedestal democrático ... su posición, aunque inestable, todavía parece segura ".
Las encuestas de historiadores y politólogos en general  clasifican a Jefferson como uno de los mejores presidentes, a menudo fuera de los tres primeros. La encuesta del Siena Research Institute de académicos presidenciales, iniciada en 1982, ha clasificado sistemáticamente a Jefferson como uno de los cinco mejores presidentes de EE. UU. y una encuesta de la Brookings Institution de 2015 de los miembros de la Asociación Estadounidense de Ciencias Políticas lo clasificó como el quinto presidente más importante. Aunque los historiadores tienden a pensar muy bien en el desempeño general de Jefferson como presidente, una encuesta de historiadores de 2006 clasificó la Ley de Embargo de 1807 como el séptimo peor error cometido por un presidente en funciones.

## Otras lecturas
- Adams, Henry. History of the United States of America during the Administrations of Thomas Jefferson. Library of America edition, (1986). Classic in-depth history.
- Channing, Edward. The Jeffersonian System, 1801–1811 (1906)  full text online, older scholarly survey
- Cunningham, Noble E., Jr. The Jeffersonian Republicans in Power: Party Operations 1801–1809 (1963), highly detailed party history
- Cunningham, Noble E., Jr. The Process of Government Under Jefferson (1978)
- Graff, Henry F., ed. The Presidents: A Reference History (3rd ed. 2002) pp 39–58. online
- Malone, Dumas. Jefferson the President: First Term 1801–1805; v. 5: Jefferson the President: Second term, 1805–1809; v.6: The Sage of Monticello (1948–70), the standard scholarly biography; short bio by Malone Archivado el 12 de febrero de 2012 en Wayback Machine.; a standard scholarly biography
- Peterson, Merrill D. ed. Thomas Jefferson: A Reference Biography. (1986), long essays by scholars
- Smelser, Marshall. The Democratic Republic: 1801–1815 (1968), standard scholarly history of presidencies of Jefferson and Madison

### La política exterior
- Cogliano, Francis D. Emperor of Liberty: Thomas Jefferson's Foreign Policy (Yale University Press, 2014). 320 pp. online review
- Kaplan, Lawrence. Jefferson and France (Yale University Press, 1967)
- Kaplan, Lawrence. Entangling Alliances with None: American Foreign Policy in the Age of Jefferson (Kent State University Press, 1987).
- LaFeber,  Walter. "Jefferson and an American Foreign Policy," in Jeffersonian Legacies, ed. Peter S. Onuf (1993), pp. 370–91;
- Tucker, Robert W. and David C. Hendrickson. Empire of Liberty: The Statecraft of Thomas Jefferson (1992), best guide to foreign policy excerpt and text search, diplomatic history